# 佐藤亜紀
佐藤 亜紀（さとう あき、1962年9月16日 - ）は、日本の小説家。新潟県栃尾市（現長岡市）出身。
夫は、1993年に『イラハイ』で日本ファンタジーノベル大賞を受賞した佐藤哲也。

## 来歴
栃尾市立栃尾中学校、新潟県立長岡大手高等学校を経て成城大学文芸学部卒業。同大学院文学研究科博士前期課程（修士課程）修了。専攻は18世紀美術批評。大学院修了後の1988年 - 1989年にはロータリー財団奨学金を得て、フランスに留学。
1991年、『バルタザールの遍歴』で日本ファンタジーノベル大賞を受賞。以後『戦争の法』『鏡の影』などの作品を主に新潮社より発表するが、1999-2000年頃に『鏡の影』が絶版になると、著書の版権を引き上げ同社との関係を断つ（詳細は後述）。
2002年に5年ぶりの長編『天使』を上梓し、第53回芸術選奨新人賞(平成14年度)受賞。2004年にはその『天使』の姉妹編である『雲雀』、2006年には初の評論集となる『小説のストラテジー』を刊行した。2007年刊行の『ミノタウロス』は高い評価を受け、第29回吉川英治文学新人賞、2007年「本の雑誌が選ぶノンジャンルのベストテン」1位を受賞した。2022年、『喜べ、幸いなる魂よ』で第74回読売文学賞受賞。
1999年から2005年まで早稲田大学文学部文芸専修の講座において、小説の創作指導を担当（2002年4月以降は客員教授）。2007年4月より明治大学商学部特別招聘教授として「特別講義」を実施。2008年、2009年にも5月から5回の特別講義を実施した。
日本SF作家クラブ会員だったが、2023年4月現在は、会員名簿に名前がない（夫の佐藤哲也も同様）。

## 人物
好きな日本の作家として篠田節子、笙野頼子、奥泉光を挙げている。近代西洋文学においてはヴォルテール、ドゥニ・ディドロ、マルキ・ド・サド、ジョージ・メレディス、ウィリアム・メイクピース・サッカレー、フョードル・ドストエフスキーらの一部作品を好む。20世紀の文学に関しては、自身のウェブサイトで「二十世紀ベスト」として、ギルバート・キース・チェスタトン、ウラジーミル・ナボコフ、イーヴリン・ウォー、ロベルト・ムージル、ヨーゼフ・ロート、ヴォルフガング・ヒルデスハイマー、リチャード・パワーズ、トーマス・ベルンハルト、ブレット・イーストン・エリスらの一部作品を挙げている。
山田正紀に対しては「四半世紀前に『神狩り』を読んだ時既に終ってると感じられた作家」、小松左京に対しては「二百万死のうと三百万死のうと人類の進歩と調和の前では無、な小松左京的粗野」とコメントしている。
筒井康隆、小林恭二、堀晃、薄井ゆうじとの5名で、「JALInet」(JAPAN LITERATURE net)を発起人として立ち上げている。比較的早い段階から自身の公式サイトを開設しており、いくつかのSNSにおいてもオフィシャルにアカウントを持っている。

## 新潮社との関係途絶の経緯
佐藤は2000年までに新潮社から3冊の著書（『バルタザールの遍歴』、『戦争の法』、『鏡の影』）を出していた。このうち『鏡の影』は同社から1993年に刊行された。平野啓一郎の「日蝕」は1998年に同社の雑誌〈新潮〉に発表された。
佐藤によれば新潮社は、1998年12月に『鏡の影』を絶版とした。1999年3月には『戦争の法』の文庫版を絶版としながら、同社は佐藤にその事実を連絡せず、1994年4月には佐藤が当時執筆していたウィーン会議を題材とした作品の〈新潮〉掲載について「載せる余地がないので掲載は不可能」として掲載約束を反故にしたという。その後、佐藤は3冊の著書の版権を引き上げることを申し入れたため、『バルタザールの遍歴』も2000年春に絶版となった。同年に佐藤は「今後、新潮社とはいかなるビジネスもしない」と述べている。
佐藤によれば、『鏡の影』が新潮社によって絶版とされたのは、「日蝕」が芥川賞候補になってから間もなくであったという。この絶版のタイミングについて佐藤は、同書と「日蝕」が読み比べられることを避けるために絶版とされたのだと「考えたくもなります」と述べているものの、『鏡の影』および雑誌掲載時点での「日蝕」の各々から抜粋して比較対照できそうな箇所はない、と2000年に述べている。
この件はネットやゴシップ雑誌などで盗作疑惑として取り上げられた。佐藤も「ぱくり」「習作段階での補助輪」といったのであり「盗作」とはいっていない、また『鏡の影』と『日蝕』は酷似したプロットである以外はまったく異なる性格を持った作品ではあると主張、違法性のある盗作という言及の仕かたはしていない。
平野は2006年9月のブログにおいて、『日蝕』が1999年に芥川賞を受賞した後に佐藤が『日蝕』について朝日新聞に発表した短い書評を読んだのが佐藤の存在を初めて知った機会であったとしている。平野は2006年9月なかばの時点で佐藤の小説を1行も読んだことがなく、読む意志もなく、佐藤についても関心がないので「『盗作』云々は、あり得ない話である」と述べている。佐藤のウェブサイトに「『日蝕』が佐藤の作品の“ぱくり”である」との佐藤の見解が掲載されていると平野は主張し、“ぱくり”は「盗作」と「要するに同じことである」との解釈を述べたうえで、自身は「『盗作』という屈辱的なレッテルを貼られた」と平野は述べている。
佐藤は2011年1月のブログにおいて、『鏡の影』の連続的な一部分と『日蝕』の「プロットの流れがほぼ一致していることを示すための」表を示したあと、「プロットの借用自体は格別問題はない」としつつ、「しかし『日蝕』の作者が濡れ衣を着せられたと嘘を吐いたことは相当に問題だと、今も考えている。私の現在の見解を申し上げるなら、彼は盗作者ではもとよりないが、平気で嘘を吐く男ではある」と批判している。

## 著作リスト

### 小説
- 『バルタザールの遍歴』（1991年 新潮社/ 1994年 新潮文庫 ※解説は矢川澄子 / 2001年 文春文庫 ※解説は池内紀)
  - 初出：〈小説新潮〉1991年9月号
- 『戦争の法』（1992年 新潮社 / 1996年 新潮文庫/ 2003年 ブッキング/ 2009年 文春文庫 ※解説は佐藤哲也)
- 『鏡の影』(1993年 新潮社 / 2000年 ビレッジセンター、解説は小谷真理/ 2003年 ブッキング/ 2009年 講談社文庫 ※解説は成瀬具視)
- 『モンティニーの狼男爵』(1995年 朝日新聞社/ 2001年 光文社文庫 ※解説は小谷真理)
- 『1809 ナポレオン暗殺』 (1997年 文藝春秋 / 2000年 文春文庫 ※解説は福田和也)
  - 初出：〈別冊文藝春秋 〉Autumn 1996「1809ーナポレオン暗殺 前編：第1章-第5章」、Winter 1997「同 後編：第6章-第9章」
- 『天使』(2002年 文藝春秋 / 2005年 文春文庫 ※解説は豊崎由美)
  - 初出：〈別冊文藝春秋〉 2002年3月号、5月号、7月号
- 『雲雀』(2004年 文藝春秋/ 2007年 文春文庫 ※解説は若島正)
  - 初出：〈別冊文藝春秋〉 2003年5月号 「花嫁」、7月号「雲雀」、9月号「王国」、書下ろし「猟犬」
- 『ミノタウロス』 (2007年 講談社/ 2010年 講談社文庫 ※解説は岡和田晃)
  - 初出：小説現代 2006年6月 - 7月、10月 - 2007年2月号（講談社）
- 『激しく、速やかな死』（2009年 文藝春秋 ※書下ろしを含む短篇集）
- 『醜聞の作法』（2010年 講談社/2013年 講談社文庫 ※解説は渡邊利通）
- 『金の仔牛』（2012年 講談社）
- 『吸血鬼』（2016年 講談社）
- 『スウィングしなけりゃ意味がない』（2017年 KADOKAWA）角川文庫、2019年
- 『黄金列車』（2019年 KADOKAWA 発売日：2019年10月31日 判型：四六判 商品形態：単行本 ページ数：336 ISBN：9784041086315）

### 小説（アンソロジー）
- 日本SFの大逆襲 「モンナリイザ掠奪」 (1994 徳間書店：鏡明編・絶版 ISBN 4-19-860197-6)
- 血-吸血鬼にまつわる八つの物語 「エステルハージ・ケラー」(1997 早川書房 ISBN 4-15-208107-4 / 2000 ハヤカワ文庫 ISBN 4-15-030640-0）
- ハンサムウーマン「白鳥殺し」(1998 ビレッジセンター・絶版ISBN 4-89436-114-0）

### 小説（短編）
- 瀝青の底の不死 - 小説新潮 1992年5月号（受賞第一作）
- 情熱の犯罪 - 小説新潮 1992年10月号
- 咎 - 小説新潮 1993年11月号
- 悪意の庭 - 小説すばる 1994年9月号(集英社）
- 魔法の島の歓楽 - 小説すばる 1994年11月号(集英社）
- 黄色いペンキの神 - store 1998 Vol.2（光琳社）
- フリードリヒ・Sのドナウへの旅[小説(短) 1] - オール讀物 1998年4月号（文藝春秋）
- 金の象眼のある白檀の小箱[小説(短) 1] - オール讀物 1999年10月号（文藝春秋）
- 弁明（※1）- オール讀物 2000年9月号（文藝春秋）
- 荒地（※1）- 文學界 2003年7月号（文藝春秋）
- アナトーリとぼく[小説(短) 1] - S-Fマガジン2009年5月増刊号「STRANGE FICTION」（早川書房）
- 激しく、速やかな死[小説(短) 1] -書下し
- 漂着物[小説(短) 1] -書下し

1. 1 2 3 4 5  『激しく、速やかな死』（2009 文藝春秋）に収録

### 翻訳
- ジョン・バンヴィル『バーチウッド』（2007 早川書房 ISBN 978-4-15-208837-6） ※岡崎淳子と共訳 解説も執筆

### エッセイ・評論集
- 『掠奪美術館』(1995 平凡社)
- 『陽気な黙示録』(1996 岩波書店) のちちくま文庫『陽気な黙示録―大蟻食の生活と意見〜これまでの意見編』（「幽霊」収録の数編＋未収録のエッセイを多数追加している）
- 『外人術―佐藤亜紀の豪気で優雅な旅の手引き』(1997 メタローグ のちちくま文庫）解説は高遠弘美（「幽霊」収録の数編＋未収録のエッセイを追加している）
- 『ブーイングの作法』(1999 四谷ラウンド
- 『でも私は幽霊が怖い』(1999 四谷ラウンド)
- 『検察側の論告』(2000 四谷ラウンド)
- 『小説のストラテジー』(2006 青土社)　ちくま文庫、2012年
- 『小説のタクティクス』筑摩書房、2014

#### 共著
- 『皆殺しブックレビュー』(1997 四谷ラウンド：松原隆一郎、福田和也共著

### エッセイ・評論（アンソロジー）
- モーツァルト ベスト101「音楽とリブレットの幸福な行き違い（フィガロの結婚）」「あまりドン・ファン的でない、ドン・ジョヴァンニ」（1995/2004 新装版 新書館：石井宏編著 ISBN 4-403-25075-0）
- ハイパーヴォイス―ジェンダー、ジャンルを越えて交差/融合する主体としての声「アレクサンドリアの大灯台」(1996 ジャストシステム ISBN 4-88309-411-1）
- 古楽CD100ガイド―グレゴリオ聖歌からバロックまで今いちばん新しい音楽空間への冒険「中世音楽の魅力」(1996 国書刊行会 ISBN 4-336-03839-2)
- 想い出のカフェ2 ドゥマゴからの贈り物「客もまた怪し ウィーンのカフェ」（1996 Bunkamura：井上俊子編 ISBN 4-9900334-6-9）
- 想い出のホテル ドゥマゴからの贈り物「寝台列車の一夜」（1997 Bunkamura：井上俊子編 ISBN 4-9900334-7-7）
- オヤジとおふくろ「何より筆跡」(1999 文春文庫：文藝春秋編 ISBN 4-16-721770-8)
- 初出：文藝春秋 1991年12月号
- ワーグナーヤールブーフ 1999 特集：アンチ・ワーグナー「ワーグナーのせいだ」(1999 東京書籍：日本ワーグナー協会編 ISBN 4-487-79168-5)
- 21世紀文学の創造1 現代世界への問い「物語のゆくえ」(2001 岩波書店[リンク切れ]：筒井康隆編 ISBN 4-00-026701-9)
- 中学生の教科書―今ここにいるということ「国語」(2001 四谷ラウンド・絶版 ISBN 4-946515-66-6／2012 角川文庫 いまを生きるための教室 今ここにいるということ)
- SF入門「SFサブジャンル百科事典 歴史改変SF」（2001早川書房：日本SF作家クラブ編 ISBN 4-15-208386-7）
- バルザックを読む2・評論編「現代小説の誘惑」(2002 藤原書店：鹿島茂+山田登世子編 ISBN 4-89434-287-1)
  - 初出：環【歴史・環境・文明】No.2 2000年7月号（藤原書店）
- そして、作家になった。作家デビュー物語II「ウィーンに還る」（2003 メディアパル：新刊ニュース編集部編 ISBN 4-89610-063-8）
  - 初出：新刊ニュースNo.564 1997年7月号（トーハン） 「でもわたしは幽霊が怖い」にも収録
- ダロウェイ夫人「作家の視点から」（2006 ミネルヴァ書房：窪田憲子編著 ISBN 4-623-04730-X)
- 書きなおすナボコフ、読みなおすナボコフ「貼り込まれたテクスチャ」（2011 研究社：若島正+沼野充義編著 ISBN 978-4-327-47224-5)
  - ※2010年、京都での国際ナボコフ学会での発表論文を中心に構成。

### 解説
- クリスマスキャロル/チャールズ・ディケンズ 「ディケンズはおいしい」（1994 河出文庫 ISBN 4-309-46568-4）
- 王妃マルグリット/桐生操（1995 福武文庫 ISBN 4-8288-5734-6）
- ダンテ神曲浄罪編・天国編/永井豪（1995 講談社 ISBN 4-06-313709-0）
  - ダンテ神曲（下）（1998年 講談社漫画文庫 ISBN 4-06-260415-9）に再録
- 荒野論/小林恭二 (1995 福武文庫 ISBN 4-8288-5754-0)
- 最後の伝令/筒井康隆「終末への想像力」（1996 新潮文庫 ISBN 4-10-117135-1）
- 山尾悠子作品集成 栞「異邦の鳥」（2000 国書刊行会 ISBN 4-336-04256-X）
- 青の時間/薄井ゆうじ 「経験の人」（2001 ハルキ文庫 ISBN 4-89456-816-0）
- 語り手の事情/酒見賢一（2001 文春文庫 ISBN 4-16-765610-8）
- 伊賀忍法帖/山田風太郎（2003 角川文庫 ISBN 4-04-135647-4）
- エリアーデ幻想小説全集 第3巻 1974-1982「ヴェルサイユの幽霊」（2005 作品社 ISBN 4-86182-024-3）
- 残酷な神が支配する5/萩尾望都「進化する表現」(2005 小学館文庫[リンク切れ] ISBN 4-09-191615-5)
- 澁澤龍彦初期小説集（2005 河出文庫 ISBN 4-309-40743-9）
- 幽界森娘異聞/笙野頼子（2006 講談社文庫 ISBN 4-06-275589-0）
- グアルディア（下）/仁木稔（2007 ハヤカワ文庫 ISBN 978-4-15-030887-2）
- バーチウッド/ジョン・バンヴィル（2007 早川書房 ISBN 978-4-15-208837-6） ※岡崎淳子との共訳
- バースト・ゾーン―爆裂地区―/吉村萬壱（2008 ハヤカワ文庫 ISBN 978-4-15-030920-6)
- 新ナポレオン奇譚/G・K・チェスタトン「ロンドン内戦」（2010 ちくま文庫 ISBN 978-4-480-42720-5）

### 連載
- Field Work on Mode 映画のプリズム：太陽 1992年1月号 - 1992年12月号（平凡社）→「ブーイングの作法」所収
- Time Out 映画国貴人伝：Switch 1992年11月号 - 1994年1月号/隔月（スイッチ・パブリッシング）→「ブーイングの作法」所収
- 出会いの風景：朝日新聞 1993年6月14日 - 18日 夕刊→「でも私は幽霊が怖い」所収
- 掠奪美術館：太陽 1993年9月号 - 1994年9月号（平凡社）→「掠奪美術館」所収
- 鳩の目：鳩よ！ 1994年1月号 - 1994年12月号（マガジンハウス）→「でも私は幽霊が怖い」、「ブーイングの作法」(※)所収
  - 「でも私は幽霊が怖い」の‘60年代リバイバル？冗談じゃねえぜ'は2月号掲載
- ストリートシーン：世界 1994年6月号 - 1996年4月号（岩波書店）→「陽気な黙示録」所収
- 書評鼎談：RONZA 創刊準備（1994年12月）号、創刊（1995年4月）号 - 1996年11月号（朝日新聞社）→「皆殺しブックレビュー」所収
- 外人術：リテレール No.14 1995年冬号 - No.18 1996年冬号（メタローグ）→「外人術」所収
- What's On!? CINEMA 佐藤亜紀の映画館襲撃：CREA 1997年1月号 - 5月号（文藝春秋） →「ブーイングの作法」所収
- 語りかける本たち テーマ書評(7)-(12) 季刊アステイオン 1996春 - 1997夏（TBSブリタニカ）→ (10)エリゼ宮の食卓のみ「検察側の論告」所収
- Cross Line：正論 2002年6月号 - 2003年8月号（産経新聞社）
- 佐藤亜紀が読む:熊本日日新聞 朝刊 2003年5月18日 - 2007年2月25日号（熊本日日新聞社：不定期日曜掲載）
- オオアリクイ通信：新潟日報 朝刊 2005年1月 - 2006年12月（新潟日報社：毎月第二土曜日掲載）
- 小説のストラテジー：ユリイカ 2005年8月号 - 2006年7月号（青土社）→「小説のストラテジー」所収
- 独楽日記：ハヤカワミステリマガジン 2008年1月号 - 2012年3月号（早川書房）
- 今月の拍手喝采？:HERS 2008年4月号 - 2008年10月号（光文社）
- ダブルクリック:毎日新聞 夕刊 2008年7月1日 - 2008年10月1日（毎日新聞社：原則火曜掲載）
- 半歩遅れの読書術:日本経済新聞 朝刊 2009年2月（日本経済新聞社：日曜掲載）
- メッテルニヒ氏の仕事 第一部/2011年11月号・第二部/2012年3月号・第三部/2012年8月号・第四部/2012年11月号・第五部/2013年5月号：文學界（文藝春秋）

※第六部以降を加筆し、単行本化予定
- 金の仔牛 小説現代 2012年2月号- 2012年5月号（講談社）

### 紀行
- ［サウダーデ］の国・ポルトガルを訪ねて 情念の、或は何かの秘密の封印ーマヌエル様式の装飾美/CREA 1992年6月号（文藝春秋）
- ハプスブルク物語 女帝マリア・テレジアとその時代/SOPHIA 1993年12月号 (講談社)
- ウィーン・カルチャー紀行 皇妃エリザベート 心の旅路/GRAZIA 1996年11月号 (講談社)
- フランス紀行&ガイド パリ+三都物語/Sports Graphic Number PLUS April 1998 特集「フランス98を愉しむ。W杯観戦完全ガイド」(文藝春秋）

### インタビュー
- 第3回ファンタジーノベル大賞を受ける佐藤亜紀さん/讀賣新聞 1991年8月8日 東京朝刊 顔
- 「大きな反響に幸福感と怖さ」ファンタジーノベル大賞授賞式/讀賣新聞 1991年9月27日 東京夕刊
- 3作目もヨーロッパ 自分の国よりわかりやすくて/讀賣新聞 1992年2月1日 東京夕刊 PROFILE
- 十歳から小説書いたお嬢/週刊朝日 1992年2月7日号 週刊図書館
- 人間のどうしようもなさって大好き/朝日ジャーナル 1992年2月7日号 BOOK'S '92
- 曖昧さが生むもの『戦争の法』by 濱美雪/スイッチ 1992年9月号 Writers At Work
- 幻想文学の旗手に十二年越しのロマンス +佐藤哲也/週刊新潮 1993年12月9日号 結婚
- 3万円ブック・ハンティング/CREA 1994年10月号
- 『掠奪美術館』/クロワッサン 1995年9月25日号 最近、面白い本読みましたか
- 見てきたように“昔のヨーロッパ”を書く作家/MORE 1995年12月号 ON BOOKS
- クリエイターMAP 1998 / 広告批評 1998年3月号 ※斎藤美奈子が選ぶ10人の作家のひとりとして12問のアンケートへの回答
  - ※斎藤のコメントは自身の『本の本—書評集1994-2007』（2008年 筑摩書房）に収録
- 人間が住んでいるところ。『1809』by 塚田恭子/楽［RAKU］1998年3月号（マガジンハウス）
  - ※『外人術』『略奪美術館』『ラモーの甥』『タレイラン評伝』を紹介。
- 県人作家に聞く「故郷舞台の小説準備」/新潟日報 2001年1月3日朝刊 特集 県内ミステリー現場をゆく
- 博覧強記の実力派 2つの長編執筆中/朝日新聞 2001年4月7日 夕刊 ひっとびっと
- 「著者インタビュー〈佐藤亜紀先生〉」　アニマ・ソラリス、2001年1月[21]
- 「SF入門アンケート2001 国内・海外SFのオール・タイム・ベスト」　日本SF作家クラブ、2001年[22]
- 「著者に聞く 佐藤亜紀『雲雀』『知識と想像力で描く近代ヨーロッパ』」　『本の話』2004年4月号、文藝春秋、2004年
- 女子学生『綿矢に続け』 日本経済新聞 2004年5月7日夕刊
- 知性派物語作家の本領/小説現代 2006年6月号 作家登場（グラビア） ※「ミノタウロス」連載開幕号
- 著者は語る 『ミノタウロス』/週刊文春 2007年6月14日号 文春図書館
- 春の祭典、ペトルーシュカ；ストラヴィンスキー フリッチャイ=ベルリンRIAS SO/レコード芸術 2007年8月号 PAUSE お気に入りのディスクを教えてください。
- 「ラモーの甥/ディドロ」/ダカーポ 613号 2007/09/05日号（08月15日発売）「人気作家24人のおすすめこの1冊！」
- 映画から広がった親しみ/讀賣新聞 2008年3月1日夕刊 私のいる風景
- 『ミノタウロス』吉川英治賞会見記（2008年3月6日）：小説現代4月号、熊本日日新聞3月11日朝刊、讀賣新聞3月14日朝刊、東京新聞3月15日夕刊、毎日新聞3月24日朝刊、朝日新聞4月6日朝刊
- 『ミノタウロス』吉川英治賞贈呈式（2008年4月11日）： 産経新聞4月20日朝刊
- 「吉川英治文学新人賞作家が語る『現代小説の読み方』　日経トレンディネット、2008年4月[23]
- 吉川英治文学新人賞受賞 万人受けは狙わない 評価割れてこそ作家冥利：新潟日報 2008年04月24日朝刊
- 「人生3回棒に振るつもりで」　毎日新聞 2008年5月30日 東京夕刊 キャンパる・大楽人

### 対談・座談会
〈作家〉になるまで
酒見賢一/波 1992年1月号（新潮社）
バンド・デシネから物語へ/ジャン＝ジャック・ベネックス監督『IP5』
中条省平/イメージフォーラム 1993年2月号（ダゲレオ出版）今月の一本勝負
心にしみる、忘れられない恋愛映画
中条省平/marie claire 1993年4月号（角川書店） 恋愛映画の魅惑
変貌する恋愛映画の現在と未来
鈴木布美子+岡本太郎/marie claire 1994年2月号（角川書店）恋愛映画が観たい。
本の海に溺れて物語のたくらみを産んで
小林恭二/早稲田文学 1994年10月号
『悪童日記』三部作の秘密を語る
アゴタ・クリストフ/鳩よ！1995年8月号（マガジンハウス）
筒井康隆追悼座談会×インタビュー＝筒井康隆へのラブコール
小林恭二+巽孝之+フォン・コウモリ/月刊頓知 1995年10月創刊号（筑摩書房）
ロシア人の魂とフランス人の政治性
島田雅彦/海燕 1996年4月号（福武書店）
異様なる「視線の小説」-『偽造手記』
国分寺公彦/波 1999年2月号（新潮社）
マウス ワイド オープン『アイズ ワイド シャット』徹底検証“夫婦”座談会
巽孝之+小谷真理vs佐藤哲也+佐藤亜紀/
 スタンリー・キューブリック-期待の映像作家シリーズ 1999年10月（キネマ旬報社 ISBN 4-87376-521-8）
99年の文壇を斬る！
福田和也/ダ・ヴィンチ 2000年1月号（メディアファクトリー）
お酒と小説の美味しい関係
鹿島茂+福西英三/オール讀物 2000年5月号（文藝春秋）
R・パワーズは第二のピンチョンか?『舞踏会へ向かう三人の農夫』
柴田元幸+高橋源一郎+若島正 /文學界 2000年7月号（文藝春秋）
出版産業はほんとうに作家の味方なのか?
小田光雄+保坂和志/季刊・本とコンピュータ 2000年秋 No.14（大日本印刷 ISBN 4-924956-67-8）
「食べ物」をめぐるテクストと時代性
池内紀/読書風景ifeel 2002年冬号（紀伊国屋書店）
シュレンドルフの「魔王」(1996)をめぐって
皆川博子/『魔王』DVD 2002（日活）※2001年9月15日シネ・リーブル池袋にて
小説に未来はあるか
筒井康隆/小説現代 2002年5月号（講談社）
生涯をかけて開かせた、傷の花
松山俊太郎+池田香代子/ユリイカ 2002年10月臨時増刊号「矢川澄子 不滅の少女」（青土社 ISBN 4-7917-0095-3）
ディスク・ディスカッション-モーツァルト歌劇《魔笛》
森泰彦+長木誠司/レコード芸術 2003年8月号（音楽之友社）
「東」と「西」を超えて『わたしの名は紅』著者パムク氏に訊く
オルハン・パムク/環【歴史・環境・文明】No.21 2005年4月（藤原書店 ISBN 4-89434-446-7）
所収：「父のトランク ノーベル文学賞受賞講演/オルハン・パムク」（2007 藤原書店 ISBN 978-4-89434-571-3）
皇帝の画家 ダヴィッド
山根基世＋はな/ＮＨＫ新日曜美術館 2005年11月13日
『死霊』は大いなる序章だった 『死霊』のありえた可能性を探り、未読の読者への影響力を考える
奥泉光/群像 2007年5月号（講談社）
特集 笙野頼子 対談による全著作レヴュー
小谷真理/文藝 2007年冬季号（河出書房新社）
Mysteryゲストルーム『ミノタウロス』
豊崎由美/ミステリチャンネル 2007年12月
歴史を生き直すために
池上永一/野性時代 2008年9月号(角川書店) 総力特集 池上永一が来た!!『テンペスト』刊行記念

## 文学賞関連
- 第三回ファンタジーノベル大賞 (大賞受賞作『バルタザールの遍歴』)[24]
  - 〈小説新潮〉1991年9月号、新潮社　 ※「受賞のことば」収録
- 第24回SF大賞（候補作『天使』） 選評:高千穂遥・難波弘之・神林長平・川又千秋・巽 孝之　〈SF Japan〉2004年3月 Vol.9、徳間書店
- 芸術選奨文部科学大臣新人賞 文学部門（受賞作「天使」）[1]
- 闘うベストテン2007 【国内編】 『ミノタウロス』 第一位 / 2007年12月16日 ミステリチャンネル　※選考:関口苑生、杉江松恋、福井健太、豊﨑由美、香山二三郎、大森 望
- 第一回プレイボーイミステリー大賞（第3位『ミノタウロス』）　〈PLYABOY〉2008年1月号、集英社　※選考：大森望・香山二三郎・杉江松恋
- 「本の雑誌が選んだ2007年度ノンジャンルのベスト10」（第1位『ミノタウロス』） 　〈本の雑誌〉2008年1月号、本の雑誌社、2007年
- 第29回吉川英治文学新人賞（受賞作『ミノタウロス』）[25]
  - 第29回吉川英治文学新人賞 発表　〈群像〉2008年5月号、講談社　※「受賞のことば」収録
  - 第29回吉川英治文学新人賞 選評:浅田次郎・伊集院静・大沢在昌・高橋克彦・宮部みゆき　〈小説現代〉2008年5月号、講談社

## 佐藤への言及
- 二人の翠をめぐって/矢川澄子：『第七官界彷徨/尾崎翠：ちくま日本文学全集』（1991 筑摩書房 文庫版）
  - 所収 『「父の娘」たち/矢川澄子―森茉莉とアナイス・ニン』（1997 新潮社 ISBN 4-10-327803-X)
  - 『「父の娘」たち/矢川澄子』 (2006 平凡社ライブラリー ISBN 4-582-76579-3)
- 私が推すいい女〈男性編〉/ 関口照生 自由時間 1994年3月3日号（マガジンハウス）「いい女」 可愛いだけの女はもういらない！
- 恋敵（ライヴァル）を屠りて首夏の乗馬服/猫鮫 朝日新聞 1994年5月7日 夕刊 猿蓑倶楽部/小林恭二
- 話題の「日蝕」で芥川賞を受賞した“京大生作家”平野啓一郎の盗作疑惑/曽我静太郎 噂の真相 2000年6月号
- 盗作疑惑の「日蝕」平野啓一郎の不快 ネタ本の佐藤亜紀に何と警告書 噂の真相 2000年8月号
- 『作家の値うち/福田 和也』（2000 飛鳥新社 ISBN 4-87031-395-2）
- 他人を言い負かしたいだけの人：『考える日々III/池田晶子』（2000 毎日新聞社）※初出：サンデー毎日 2000年上期
- 解説（訳者あとがき）/堀茂樹『第三の嘘/アゴタ・クリストフ』（2002 ハヤカワepi文庫 ISBN 4-15-120016-9）
- 佐藤亜紀の文学的思想/虎谷 瞳 『文献探索2001 文献探索・書誌作成・書誌解説/深井人詩 編 ページ 582 - 590』（文献探索研究会 2002年）
- 哲学と妻とお笑いと：佐藤哲也+豊崎由美 SFマガジン2002年8月号 佐藤哲也小特集（早川書房）
- 著者インタビュー：佐藤哲也先生　アニマ・ソラリス、2003年9月[26]
- 「作家の読書道 第31回:伊坂 幸太郎さん」　Web本の雑誌、本の雑誌社、2004年5月[27]
  - 所収：『作家の読書道/web本の雑誌編』（2005 本の雑誌社 ISBN 4-86011-053-6）
- 『文学賞メッタ斬り！/豊崎由美&大森望』(2004 PARCO出版 ISBN 4-89194-682-2／2008 ちくま文庫 ISBN 978-4-480-42413-6）
  - ※日本ファンタジーノベル大賞の特殊性
- 『文学賞メッタ斬り！2008年版 たいへんよくできました編/豊崎由美&大森望』(2008 PARCO出版 ISBN 978-4-89194-774-3）
- 仁木稔『グアルディア』　早川書房、2004年 あとがき ISBN 4-15-208588-6
- 『そんなに読んで、どうするの? -縦横無尽のブックガイド/豊崎由美』（2005 アスペクト ISBN 4-7572-1196-1）
- 『どれだけ読めば、気がすむの/豊崎由美』（2007 アスペクト ISBN 978-4-7572-1358-6）
- 仁木稔『グアルディア（下）』　早川書房、ハヤカワ文庫、2007年 あとがき/文庫版あとがき ISBN 978-4-15-030887-2）
- 『本の本—書評集1994-2007/斎藤美奈子』（2008 筑摩書房 ISBN 978-4-480-81487-6）
- 『「本の雑誌」炎の営業日誌/杉江由次』（2008 無明舎出版 ISBN 978-4-89544-488-0）
- 『読むのが怖い! 帰ってきた書評漫才〜激闘編/北上次郎&大森望』 (2008 ロッキング オン ISBN 978-4-86052-074-8)
- 『盗作の文学史/栗原裕一郎』（2008 新曜社 ISBN 978-4-7885-1109-5）
- 『正直書評。/豊崎由美-ミノタウロス』（2008 学習研究社）
- 『超弦領域 年間日本SF傑作選/日下三蔵&大森望篇 伊藤計劃・扉文/大森望』 (2009 創元SF文庫 ISBN 978-4-488-73402-2)
- 『虐殺器官/伊藤計劃 解説/大森望』 (2010 ハヤカワ文庫 ISBN 978-4-15-030984-8)
- 「世界内戦」とわずかな希望-伊藤計劃『虐殺器官』へ向き合うために/ 岡和田晃 SFマガジン 2010年5月号（早川書房）
- 「金比羅/笙野頼子」解説/ 安藤礼二 （2010 河出文庫 ISBN 978-4-309-41037-1）
- 「伊坂幸太郎を作り上げた100冊/文藝別冊 総特集 伊坂幸太郎（2010 河出書房新社）
- 「世界内戦」下の英雄（カラクテル）—仁木稔『ミカイールの階梯』の戦略」/ 岡和田晃 サブカルチャー戦争「セカイ系」から「世界内戦」へ（2010 南雲堂）
- 「本の寄り道/鴻巣友季子」-小説のストラテジー/ミノタウロス（2011 河出書房新社）
- 「『危険なビジョン』2.0」/ 岡和田晃-戦争の法 / The Indifference Engine (2012 ハヤカワ文庫JA) 伊藤 計劃
- 「世界文学から／世界文学へ 文芸時評の塊 1993-2011 / 沼野充義」-アナトーリとぼく（2012 作品社)